# Selevk
Selevk (tudi Selevkos) [sélevk/sélevkos] (Seleuk, Seleukos, starogrško Σέλευκος ὁ Σελεύκειος, latinizirano: Séleukos hó Seleúkeios), starogrško-kaldejski astronom in filozof, * okoli 190 pr. n. št., Selevkija, ob reki Tigris.

## Življenje in delo
Selevk je bil verjetno po rodu Grk. Bil je Hiparhov in Hipsiklejev sodobnik ter edini ugledni astronom tistega časa, ki je cenil Aristarhove zamisli o tem, da je Sonce središče Osončja. Možno je, da sta se s Hiparhom celo poznala. Selevk je domneval, da se Zemlja v enem dnevu zavrti okoli svoje osi in da se vrti okoli Sonca. Skoraj se je dokopal do razlage, kako nastane plima. Zdelo se mu je, da jo povzroča Luna, in opazil, da plima ne prihaja istočasno ali enako v različnih delih sveta. Verjel je, da vpliv Lune na plimo ni neposreden, temveč poteka preko ozračja. Pri razlagi ga je oviralo tudi njegovo odklanjanje Eratostenovega pogleda, da sestavljajo zemeljski oceani povezano celoto. V tem pogledu se je pridružil Hiparhu in bil v zmoti. O njem so pisali Plutarh, Strabon in Aetij.